# Cyathea colensoi
Cyathea colensoi är en ormbunkeart som först beskrevs av J. D. Hook., och fick sitt nu gällande namn av Karel Domin. Cyathea colensoi ingår i släktet Cyathea och familjen Cyatheaceae. Inga underarter finns listade.